# Faludy László
Faludy László (született Frányó) (Pécs, 1911. május 20. – Pécs, 2000. január 4.) magyar színész, érdemes művész, a Pécsi Nemzeti Színház örökös tagja.

## Életpálya
Színész szülők gyermekeként született. Édesapja Faludy Károly (1872–1974), édesanyja Erdei (Grünwald) Vilma. Színi tanulmányait Aradon, Hetényi Elemér színiiskolájában végezte, majd Budapesten vizsgázott 1930-ban, közben az aradi színház tagja volt. 1930–1933-ig vándortársulatban dolgozott és fogorvosnak tanult. Ezután 1936-ig Magyarországon dolgozott, mint kocsis, ezután katona is volt. 1939-ben fogorvosi praxisa volt Bukarestben.
A háború után Magyarországra jött, előbb magánszínházakban játszott, majd 1950-tól 1954-ig a kecskeméti Katona József Színház tagja volt, közben fogorvosként is dolgozott. 1955-ben lett a Pécsi Nemzeti Színház tagja, 1976-ban örökös tagja. 1987-ben érdemes művész kitüntetésben részesült.
Pályáját táncoskomikusként kezdte, majd vígjátékok és operettek karakterszerepeiben folytatta.
Illyés Gyula neki írta a Csak az igazat című darabját.

## Színpadi szerepei

### Kecskeméti Katona József Színház
- Schiller: Ármány és szerelem....Von Kalb
- Mikszáth Kálmán: A beszélő köntös....Marci, juhász
- Roger Vailland: Foster ezredes bűnösnek vallja magát....Sve
- Molière: Furfangos fickó....Géronte
- Galics–Iszajev: Nem magánügy....Kockáskabátos úr
- Mikszáth Kálmán: A Noszty fiú esete Tóth Marival....Liszy, ügyvéd
- Crémieux–Halévy: Orfeusz....Orfeusz
- Gogol: A revizor....Pjotr Bobcsinszkij
- Borisz Andrejevics Lavrenyov: A szabadság hajnala (Leszámolás)....Hvatkin
- Jaroszlav Klíma: A szerencse nem pottyan az égből....Lavicska
- Urbán Ernő: Tűzkeresztség....Kapitány András
- Alekszandr Kornyejcsuk: Ukrajna mezőin....Osztap

### Játékszín
- Fodor László–Lakatos László: Helyet az ifjúságnak....János bácsi
- Munkácsi Miklós: Lisszaboni eső....Nagypapa

### Pécsi Nemzeti Színház
| - Fejes Endre: Rozsdatemető....Reich bácsi - Jaroslaw Abramow-Newerly: Derby a kastélyban....József - Jacobi Viktor: Sybill....Borcsakov - Julius Brammer–Alfred Grünwald–Kálmán Imre: A Montmartre-i ibolya....Rotschild báró - William Shakespeare: A velencei kalmár....Öreg Gobbo - Sławomir Mrożek: Tangó....Eugeniusz - Shakespeare: Antonius és Kleopátra....Paraszt - Bertolt Brecht: Egy fő az egy fő....Vang úr - Szakonyi Károly: Mennyei kávéház....Apa - Georges Feydeau: Bolha a fülbe....Baptistin - Lehár Ferenc: A víg özvegy....Nyegus - Sárosi István: A húszmilliomodik év....Wilhelm doktor - Shakespeare: Szentivánéji álom....Orrondi - Huszka Jenő: Mária főhadnagy....Biccentő - Forgách András: Vitellius....Sabinus, római városparancsnok - Eugène Labiche: A florentin kalap....Vézinet - Kálmán Imre: Marica grófnő....Kudelka - Sárosi István: Rákfene....Bácsika - George Bernard Shaw: Candida....Burgess - Lope de Vega: A kertész kutyája....Octavio - Marton Frigyes: Kiskapukulcsok - Shakespeare: Lear király....Aggastyán - Alfred Grünwald–Fritz Lőhner–Ábrahám Pál–Harmath Imre: Hawaii rózsája....Harrison, Hawaii kormányzója - Garai Gábor: A reformátor....Luther Márton - Kálmán Imre: A cirkuszhercegnő....Poldi bácsi, főpincér - Georges Feydeau: A barátom barátnője....Van Putzebum - Weöres Sándor: A kétfejű fenevad....IV. Mechmed, török szultán - Békés Pál–Rozgonyi Ádám: Szegény Lázár....Inkvizítor - Johann Strauss: A denevér....Frosch - Shakespeare: Hamlet....Második sírásó - Molière: Nők iskolája....Jegyző - Lehár Ferenc: Luxemburg grófja....Törvényszéki elnök - Huszka Jenő–Martos Ferenc: Gül baba....Zülfikár - Molière: Tartuffe....Lojális úr, törvényszolga - Szomory Dezső: Hagyd a nagypapát!....Nagypapa - Kálmán Imre: Az ördöglovas....Honorius - Georges Feydeau: A balek....Gérome - Jacobi Viktor: Leányvásár....Gróf Rottenberg - Herczeg Ferenc: Bizánc....A pátriárka - Paul Schöntan–Szenes Iván: A szabin nők elrablása....Rettegi Fridolin - Lengyel Menyhért: Tájfun....Bruck Bernát - Fritz Hochwälder: A közvádló....Héron - Molnár Ferenc: Menyegző....Hoffer - Illyés Gyula: Homokzsák....Közjegyző - Kálmán Imre: Csárdáskirálynő....Miska - Déry Tibor: Az óriáscsecsemő....Apa - Illyés Gyula: Egyiptomi világosság....Az írnok | - Lehár Ferenc: Cigányszerelem....Kutula Vince - Hernádi Gyula: Bajcsy-Zsilinszky Endre....Hóman Bálint - Dosztojevszkij: Istvánfalva....Gárgyula - August Strindberg: Álomjáték....Apa, tanár - Kodály Zoltán: Háry János....Ferenc császár - Weöres Sándor: Holdbéli csónakos....Jégapó, magyar fejedelem - Marin Drzic: Dundo Maroje....Bokcilo - Franz Kafka: A per....A bácsi - Arisztophanész: Plutosz (A gazdagság)....Plutosz - László Lajos: Uránbányászok - Tamási Áron: Ősvigasztalás....Falusi bíró - Albert Camus: Caligula....Senectus - Eugen Eschner: Gergő király....Generális - George Bernard Shaw: Androkles és az oroszlán....Mester - Shaw: Nagy Katalin....Őrmester - Lehár Ferenc: A három grácia....Alois, komornyik - Shakespeare: A vihar....Trinculo, bolond - Janus Krasinszki: Ha megjönnek a fivéreim - Molière: Don Juan....Don Luis - Alfred Maria Wilner–Heinz Reichart: Három a kislány....Tschöll - Michel de Ghelderode: A nagy halál balladája....Schabernak - Oscar Wilde: Salome....Első nazarénus - Makszim Gorkij: Kispolgárok....Percsihin - Heltai Jenő: Szépek szépe....Szikora gróf - Shakespeare: Tévedések vígjátéka....Csipkedi, tanítómester - Viktor Jakovlevics Tipot: Szabad szél....Súgó - Eugene Gladstone O'Neil: Marco Polo milliói....Paulo Loredáno - Molnár Ferenc: Doktor úr....Csató, rendőrfogalmazó - Novotny Gergely: Országutak iskolája....Petrovics - Miguel Mihura: Három cilinder....Don Sacramento - Lawrence Schwad: Diákszerelem - Kálmán Imre–Bakonyi Károly: Az obsitos....Százszorszép, török édességkereskedő - John Whiting: Ördögök....Trincant, ügyész - Samuel Marsak–Békés István: Bűvös erdő....December - Ábrahám Pál: Bál a Savoyban....Pomerol - Szirmai Albert–Gábor Andor: Mágnás Miska....Eleméry gróf - Romhányi József: Hamupipőke....XIII. Kétségbeesett Boldizsár király - Bertolt Brecht: Állítsátok meg Arturo Uit!....Goodwill - Leonard Bernstein: West Side Story....Schrank - Arisztophanész: Lysistraté....Lachés, athéni vén - Jean Giraudoux: Judit....Pál - Leo Fall: Sztambul rózsája....Müller - Kálmán Imre: Marica grófnő....Populescu Gragumir Móric herceg - Szüle Mihály: Egy bolond százat csinál....Rendőrtiszt - Kacsóh Pongrác: János vitéz....Francia király - Zerkovitz Béla: Csókos asszony....Kubanek úr - Karátson Gábor–Illyés Gyula: Ötvenhatos darab (Mennydörgő ég alatt) |

### Gyulai Várszínház
- Garai Gábor: Orfeusz átváltozásai....Öreg pásztor
- Illyés Gyula: Dániel, az övéi között, avagy „a mi erős várunk..”....Szolga

## Filmszerepei

### Játékfilmek
- Pókfoci (1976)
- Kabala (1982)
- Hol volt, hol nem volt (1987)
- Kicsi, de nagyon erős (1989)

### Tévéfilmek
- Örökkön örökké (1986)
- Margarétás dal (1989)
- Alapképlet (1989)

## Díjai, elismerései
- Érdemes művész (1987)[2]
- TV-nívódíj (1989)[2]

## Külső hivatkozások
- Baranyanet Archiválva 2008. december 24-i dátummal a Wayback Machine-ben
- Faludy László az IMDb-n